# Artabotrys oblongus
Artabotrys oblongus este o specie de plante angiosperme din genul Artabotrys, familia Annonaceae, descrisă de George King. Conform Catalogue of Life specia Artabotrys oblongus nu are subspecii cunoscute.